# Separa
Koordinaten: 58° 58′ N, 27° 2′ O
Separa ist ein Dorf (estnisch küla) in der Landgemeinde Lohusuu (Lohusuu vald). Es liegt im Kreis Ida-Viru (Ost-Wierland) im Nordosten Estlands.
Das Dorf hat 22 Einwohner (Stand 4. Januar 2010).